# Cherveix-Cubas
Pour les articles homonymes, voir Cubas (homonymie).
Cherveix-Cubas [ʃɛʁvɛ kyba] est une commune française située dans le département de la Dordogne, en région Nouvelle-Aquitaine.

## Géographie

### Généralités
Dans le quart nord-est du département de la Dordogne, en Périgord central, la commune de Cherveix-Cubas est arrosée par l'Auvézère qui y reçoit son affluent la Lourde au nord-ouest de Saint-Martial-Laborie.
La mairie est située au bourg de Cherveix, en distances orthodromiques, quatre kilomètres au nord-ouest d'Hautefort et huit kilomètres au sud-est d'Excideuil.
De direction nord-sud, le principal axe de communication de la commune est la route départementale (RD) 704 (l'ancienne route nationale 704) que croisent les RD 5 et 77 au niveau du bourg de Cubas. La commune est également desservie dans le sud par la RD 62.
Entre Anlhiac au nord-est et Tourtoirac et Saint-Raphaël à l'ouest, le territoire communal est traversé sur quatre kilomètres, en deux tronçons, par le sentier de grande randonnée « GR 36 accès » (nouveau nom depuis les années 2020 du tronçon oriental du GR 646).

### Communes limitrophes
Cherveix-Cubas est limitrophe de sept autres communes dont Saint-Médard-d'Excideuil au nord-ouest par un quadripoint.
| Saint-Médard-d'Excideuil | Anlhiac        | Génis      |
| Saint-Raphaël            | Cherveix-Cubas | Boisseuilh |
| Tourtoirac               | Hautefort      |            |

### Géologie et relief

#### Géologie
Situé sur la plaque nord du Bassin aquitain et bordé à son extrémité nord-est par une frange du Massif central, le département de la Dordogne présente une grande diversité géologique. Les terrains sont disposés en profondeur en strates régulières, témoins d'une sédimentation sur cette ancienne plate-forme marine. Le département peut ainsi être découpé sur le plan géologique en quatre gradins différenciés selon leur âge géologique. Cherveix-Cubas est située dans le deuxième gradin à partir du nord-est, un plateau formé de roches calcaires très dures du Jurassique que la mer a déposées par sédimentation chimique carbonatée, en bancs épais et massifs.
Les couches affleurantes sur le territoire communal sont constituées de formations superficielles du Quaternaire, de roches sédimentaires datant pour certaines du Cénozoïque, et pour d'autres du Mésozoïque et du Paléozoïque. La formation la plus ancienne, notée dS1, se compose de schistes de Génis, des séricitoschistes à chlorite (groupe de Génis, Dévonien). La formation la plus récente, notée Fy3-z, fait partie des formations superficielles de type alluvions subactuelles à actuelles. Le descriptif de ces couches est détaillé dans  la feuille « no 760 - Juillac » de la carte géologique au 1/50 000 de la France métropolitaine, et sa notice associée.

Carte géologique de Cherveix-Cubas.

#### Relief et paysages
Le département de la Dordogne se présente comme un vaste plateau incliné du nord-est (491 m, à la forêt de Vieillecour dans le Nontronnais, à Saint-Pierre-de-Frugie) au sud-ouest (2 m à Lamothe-Montravel). L'altitude du territoire communal varie quant à elle entre 132 m et 294 m,.
Dans le cadre de la Convention européenne du paysage entrée en vigueur en France le 1er juillet 2006, renforcée par la loi du 8 août 2016 pour la reconquête de la biodiversité, de la nature et des paysages, un atlas des paysages de la Dordogne a été élaboré sous maîtrise d’ouvrage de l’État et publié en octobre 2020. Les paysages du département s'organisent en huit unités paysagères et 14 sous-unités. La commune fait partie du Périgord central, un paysage vallonné, aux horizons limités par de nombreux bois, plus ou moins denses, parsemés de prairies et de petits champs.
La superficie cadastrale de la commune publiée par l'Insee, qui sert de référence dans toutes les statistiques, est de 14,96 km2,,. La superficie géographique, issue de la BD Topo, composante du Référentiel à grande échelle produit par l'IGN, est quant à elle de 14,83 km2.

### Hydrographie

#### Réseau hydrographique
La commune est située dans le bassin de la Dordogne au sein du Bassin Adour-Garonne. Elle est drainée par l'Auvézère, la Lourde, et par divers petits cours d'eau, qui constituent un réseau hydrographique de 13 km de longueur totale,.
L'Auvézère, d'une longueur totale de 112,19 km, prend sa source en Corrèze dans la commune de Benayes et se jette  dans l'Isle en rive droite en limite de Bassillac et Auberoche et Escoire, face à Antonne-et-Trigonant,. Elle traverse la commune du nord-est au sud-ouest sur plus de six kilomètres, lui servant de limite sur plus de deux kilomètres, en deux tronçons, face à Anlhiac et Tourtoirac.
La Lourde, d'une longueur totale de 12,82 km, prend sa source dans la commune de Badefols-d'Ans et se jette dans l'Auvézère en rive gauche dans la commune, près du Temple de l'Eau,. Venant du sud, elle arrose la commune sur plus de deux kilomètres et demi dont 900 mètres en limite de Hautefort.

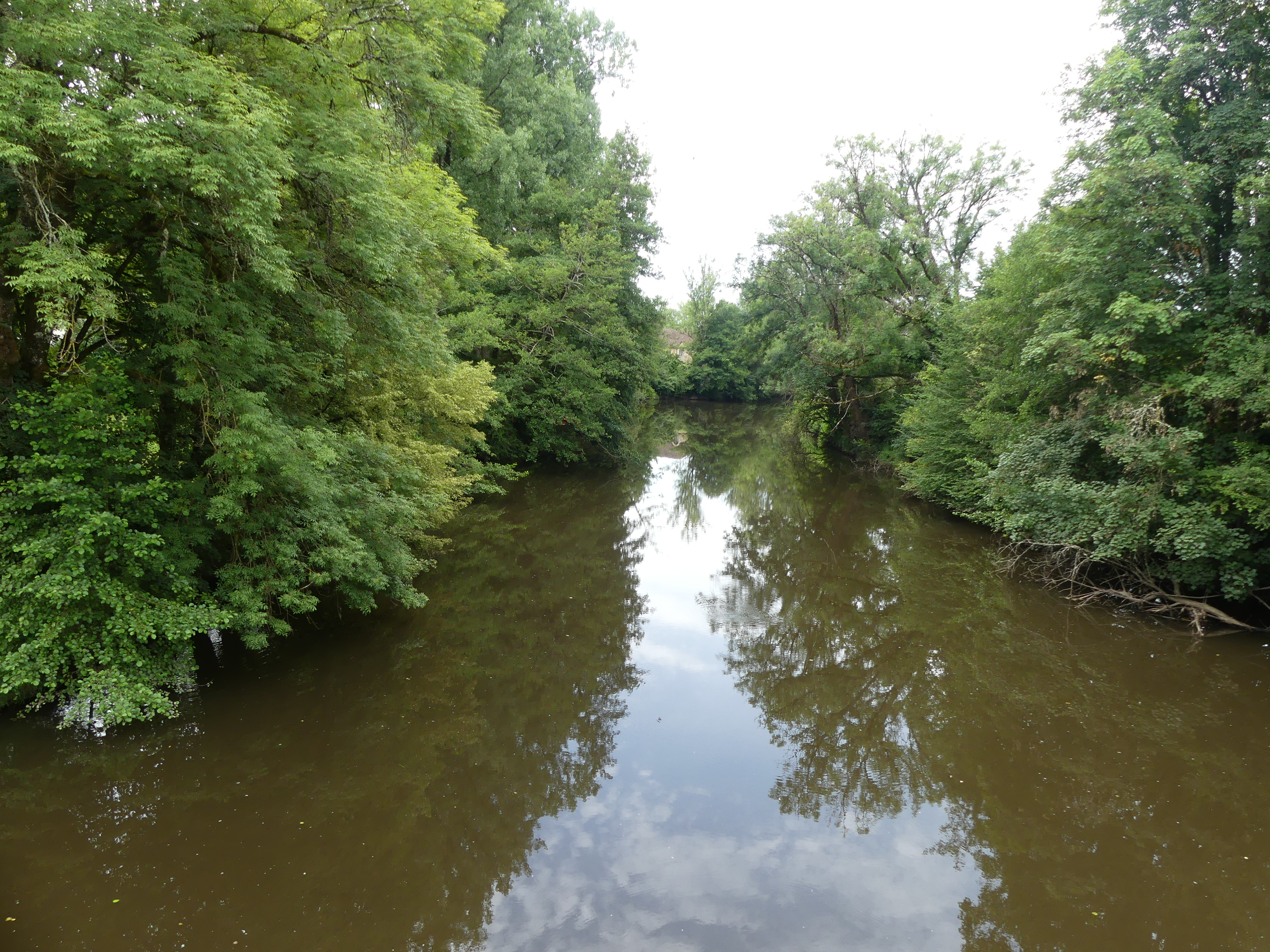
L'Auvézère en limite de Cherveix-Cubas (à gauche) et Anlhiac, au pont de la RD 704.
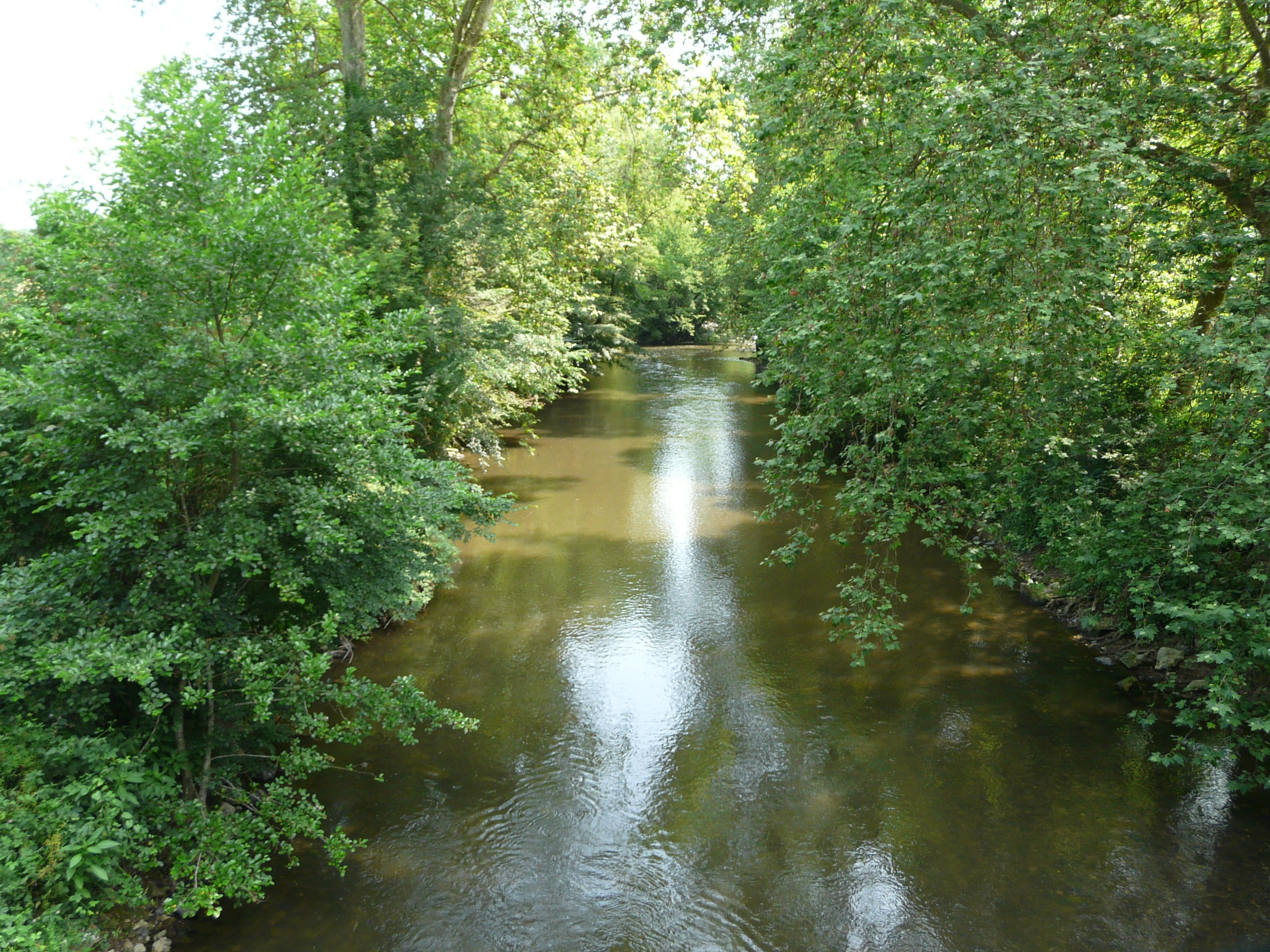
L'Auvézère au Temple de l'Eau.
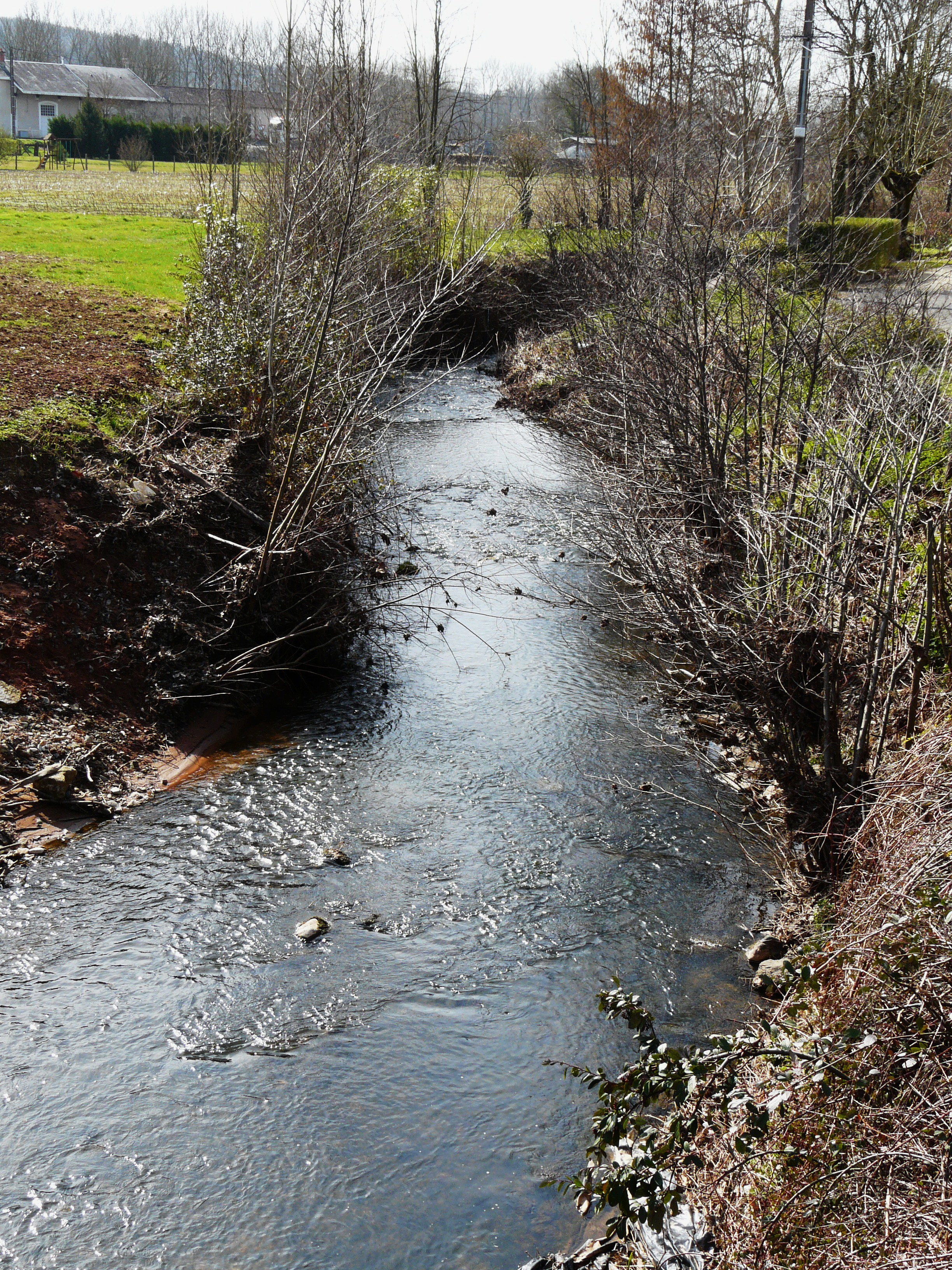
La Lourde au pont de la RD 5, à Saint-Martial-Laborie.
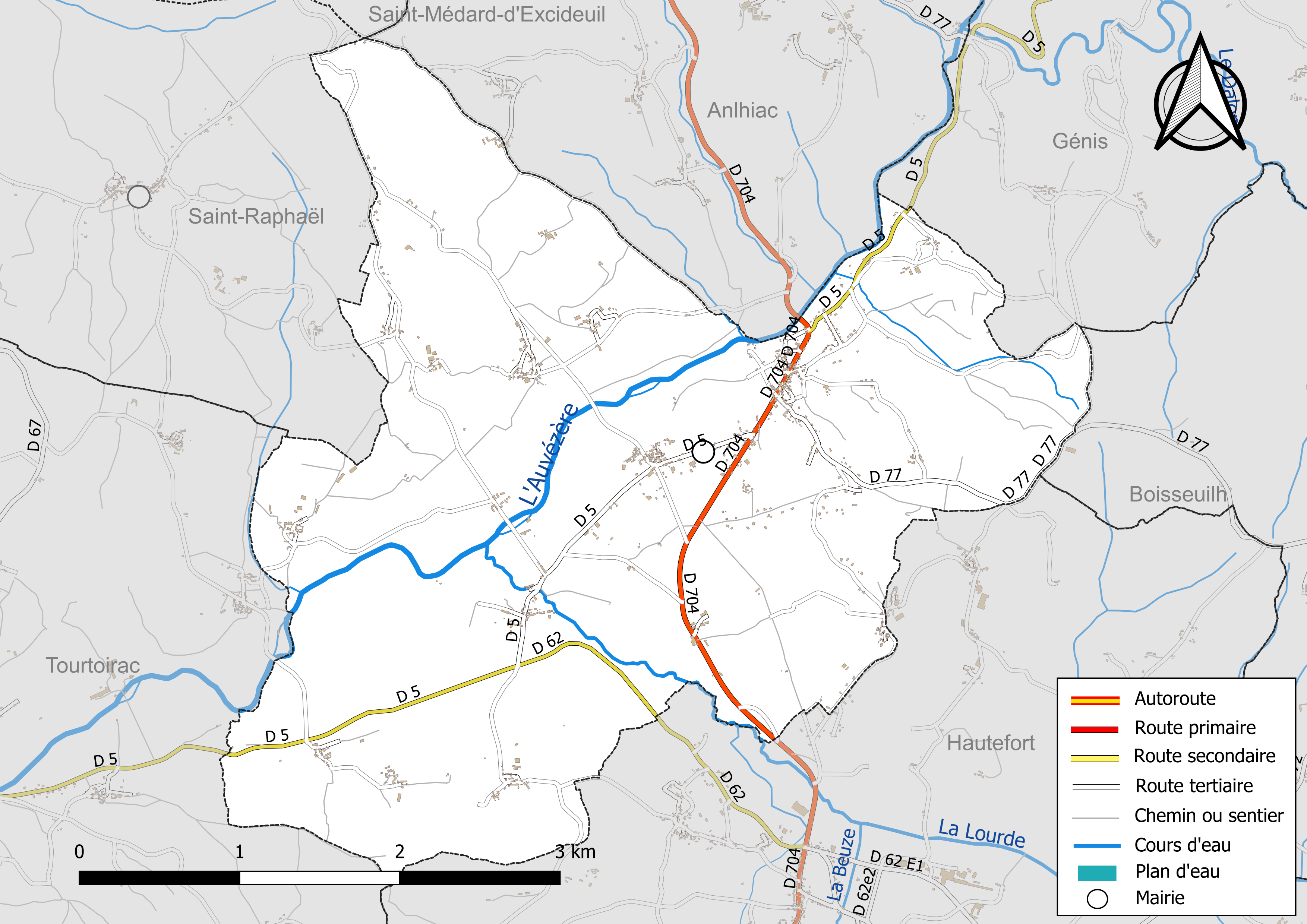
Réseaux hydrographique et routier de Cherveix-Cubas.

#### Gestion et qualité des eaux
Le territoire communal est couvert par le schéma d'aménagement et de gestion des eaux (SAGE) « Isle - Dronne ». Ce document de planification, dont le territoire regroupe les bassins versants de l'Isle et de la Dronne, d'une superficie de 7 500 km2, a été approuvé le 2 août 2021. La structure porteuse de l'élaboration et de la mise en œuvre est l'établissement public territorial de bassin de la Dordogne (EPIDOR). Il définit sur son territoire les objectifs généraux d’utilisation, de mise en valeur et de protection quantitative et qualitative des ressources en eau superficielle et souterraine, en respect des objectifs de qualité définis dans le troisième SDAGE  du Bassin Adour-Garonne qui couvre la période 2022-2027, approuvé le 10 mars 2022.
La qualité des eaux de baignade et des cours d’eau peut être consultée sur un site dédié géré par les agences de l’eau et l’Agence française pour la biodiversité.

### Climat
Pour des articles plus généraux, voir Climat de la Nouvelle-Aquitaine et Climat de la Dordogne.
Historiquement, la commune est exposée à un climat océanique aquitain.  
En 2020, Météo-France publie une typologie des climats de la France métropolitaine dans laquelle la commune est exposée à un climat océanique altéré et est dans la région climatique  Ouest et nord-ouest du Massif Central, caractérisée par une pluviométrie annuelle de 900 à 1 500 mm, maximale en automne et en hiver.
Pour la période 1971-2000, la température annuelle moyenne est de 12,1 °C, avec  une amplitude thermique annuelle de 15,3 °C. Le cumul annuel moyen de précipitations est de 949 mm, avec 12,4 jours de précipitations en janvier et 7,3 jours en juillet. Pour la période 1991-2020, la température moyenne annuelle observée sur la station météorologique la plus proche, située sur la commune de Thenon à 17 km à vol d'oiseau, est de 12,9 °C et le cumul annuel moyen de précipitations est de 907,1 mm,. Pour l'avenir, les paramètres climatiques de la commune estimés pour 2050 selon différents scénarios d’émission de gaz à effet de serre sont consultables sur un site dédié publié par Météo-France en novembre 2022.

## Urbanisme

### Typologie
Au 1er janvier 2024, Cherveix-Cubas est catégorisée commune rurale à habitat dispersé, selon la nouvelle grille communale de densité à 7 niveaux définie par l'Insee en 2022.
Elle est située hors unité urbaine et hors attraction des villes,.

### Occupation des sols
L'occupation des sols de la commune, telle qu'elle ressort de la base de données européenne d’occupation biophysique des sols Corine Land Cover (CLC), est marquée par l'importance des territoires agricoles (81,9 % en 2018), une proportion identique à celle de 1990 (81,9 %). La répartition détaillée en 2018 est la suivante : 
prairies (45,1 %), zones agricoles hétérogènes (30,4 %), forêts (15,5 %), cultures permanentes (6,4 %), zones urbanisées (2,6 %). L'évolution de l’occupation des sols de la commune et de ses infrastructures peut être observée sur les différentes représentations cartographiques du territoire : la carte de Cassini (XVIIIe siècle), la carte d'état-major (1820-1866) et les cartes ou photos aériennes de l'IGN pour la période actuelle (1950 à aujourd'hui).

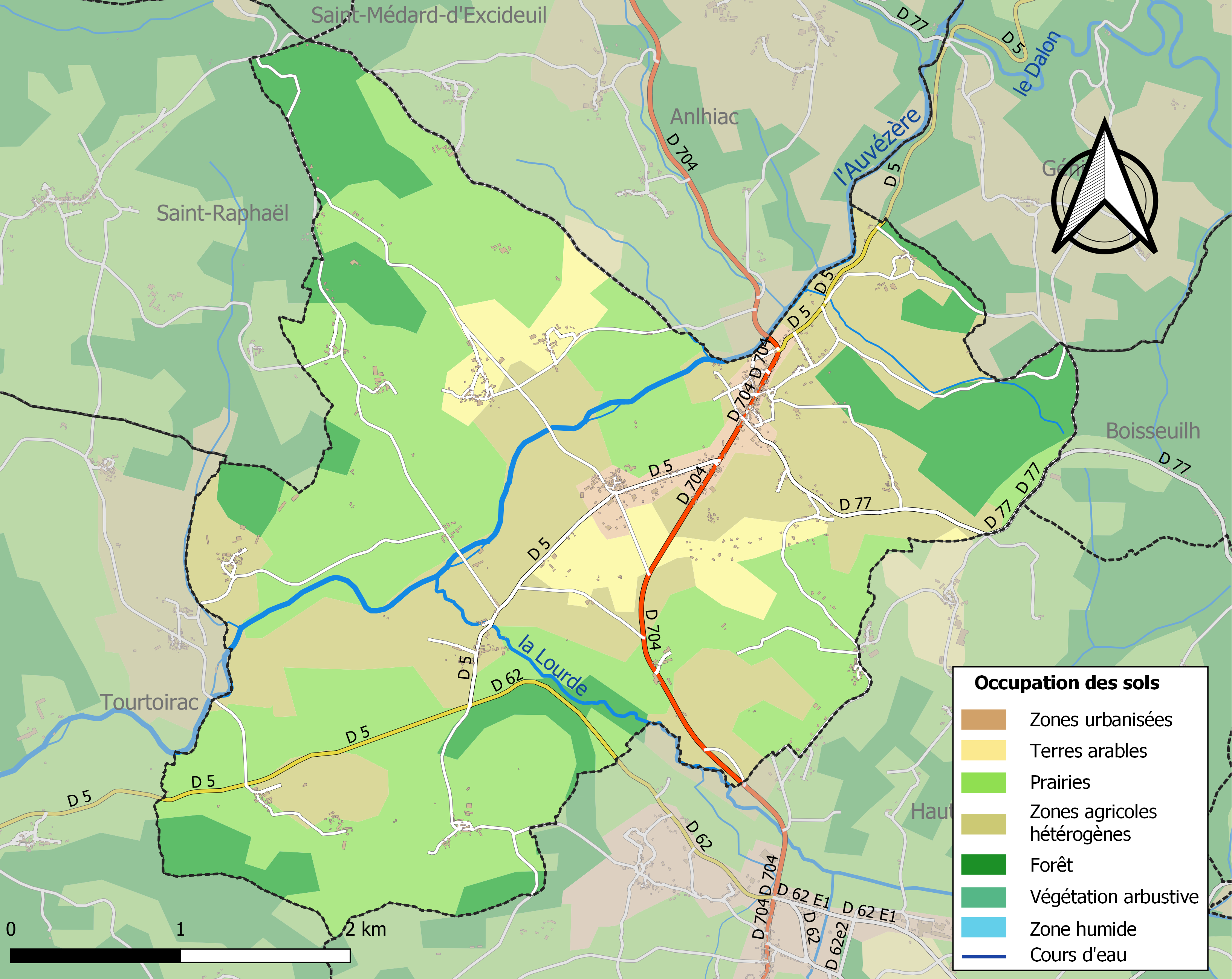
Carte des infrastructures et de l'occupation des sols de la commune en 2018 (CLC).

### Prévention des risques
Le territoire de la commune de Cherveix-Cubas est vulnérable à différents aléas naturels : météorologiques (tempête, orage, neige, grand froid, canicule ou sécheresse), inondations, feux de forêts, mouvements de terrains et séisme (sismicité très faible). Il est également exposé à un risque particulier : le risque de radon. Un site publié par le BRGM permet d'évaluer simplement et rapidement les risques d'un bien localisé soit par son adresse soit par le numéro de sa parcelle.

#### Risques naturels
Certaines parties du territoire communal sont susceptibles d’être affectées par le risque d’inondation par débordement de cours d'eau, notamment l'Auvézère et la Lourde. La commune a été reconnue en état de catastrophe naturelle au titre des dommages causés par les inondations et coulées de boue survenues en 1982, 1993, 1999 et 2008,.
Cherveix-Cubas est exposée au risque de feu de forêt. L’arrêté préfectoral du 14 mars 2013 fixe les conditions de pratique des incinérations et de brûlage dans un objectif de réduire le risque de départs d’incendie. À ce titre, des périodes sont déterminées : interdiction totale du 15 février au 15 mai et du 15 juin au 15 octobre, utilisation réglementée du 16 mai au 14 juin et du 16 octobre au 14 février. En septembre 2020, un plan inter-départemental de protection des forêts contre les incendies (PidPFCI) a été adopté pour la période 2019-2029,.

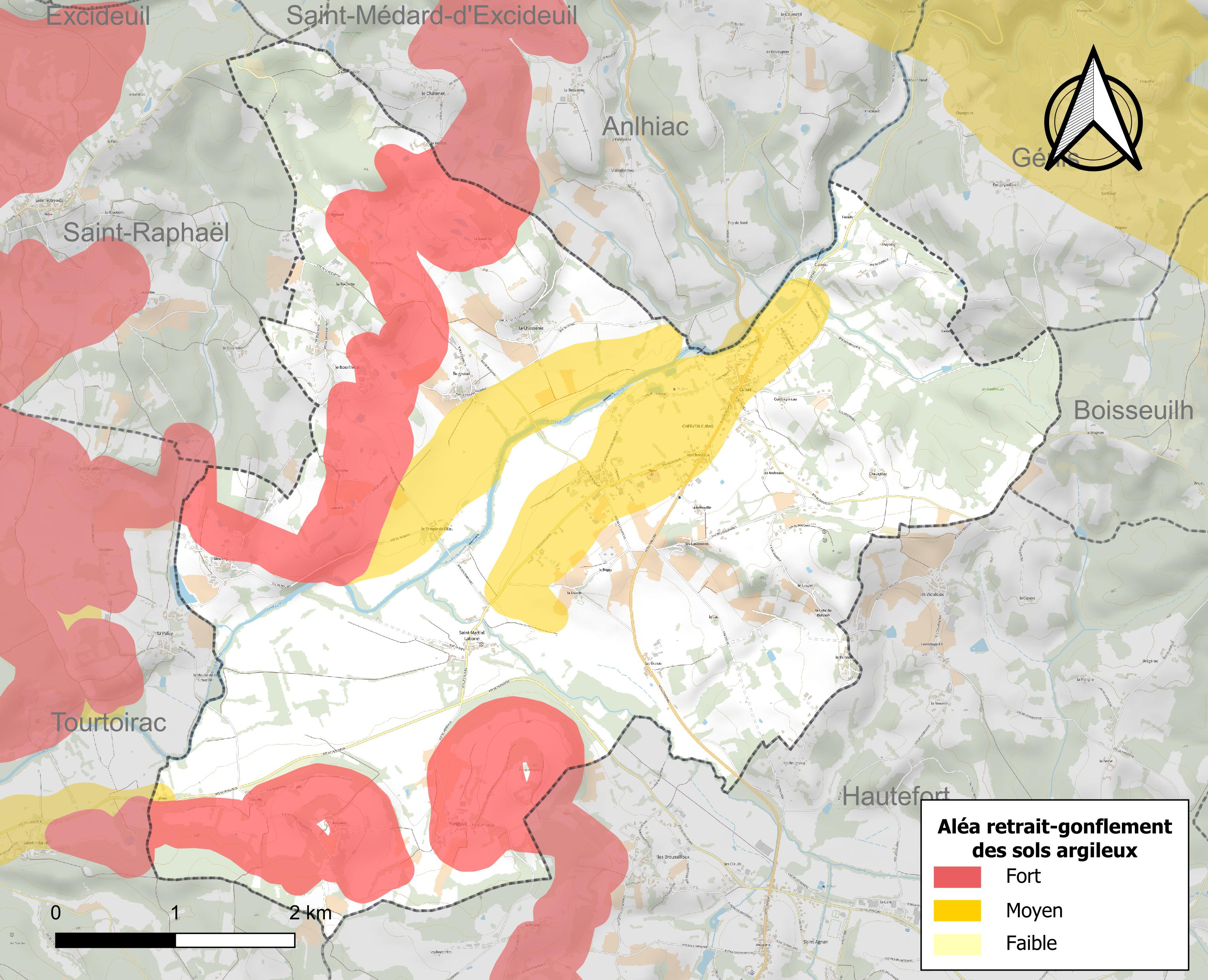
Carte des zones d'aléa retrait-gonflement des sols argileux de Cherveix-Cubas.

Les mouvements de terrains susceptibles de se produire sur la commune sont des tassements différentiels. Le retrait-gonflement des sols argileux est susceptible d'engendrer des dommages importants aux bâtiments en cas d’alternance de périodes de sécheresse et de pluie. 34,5 % de la superficie communale est en aléa moyen ou fort (58,6 % au niveau départemental et 48,5 % au niveau national métropolitain). Depuis le 1er octobre 2020, en application de la loi ÉLAN, différentes contraintes s'imposent aux vendeurs, maîtres d'ouvrages ou constructeurs de biens situés dans une zone classée en aléa moyen ou fort,.
La commune a été reconnue en état de catastrophe naturelle au titre des dommages causés par la sécheresse en 1992 et 2011 et par des mouvements de terrain en 1999.

#### Risque particulier
Dans plusieurs parties du territoire national, le radon, accumulé dans certains logements ou autres locaux, peut constituer une source significative d’exposition de la population aux rayonnements ionisants. Selon la classification de 2018, la commune de Cherveix-Cubas est classée en zone 3, à savoir zone à potentiel radon significatif.

## Toponymie

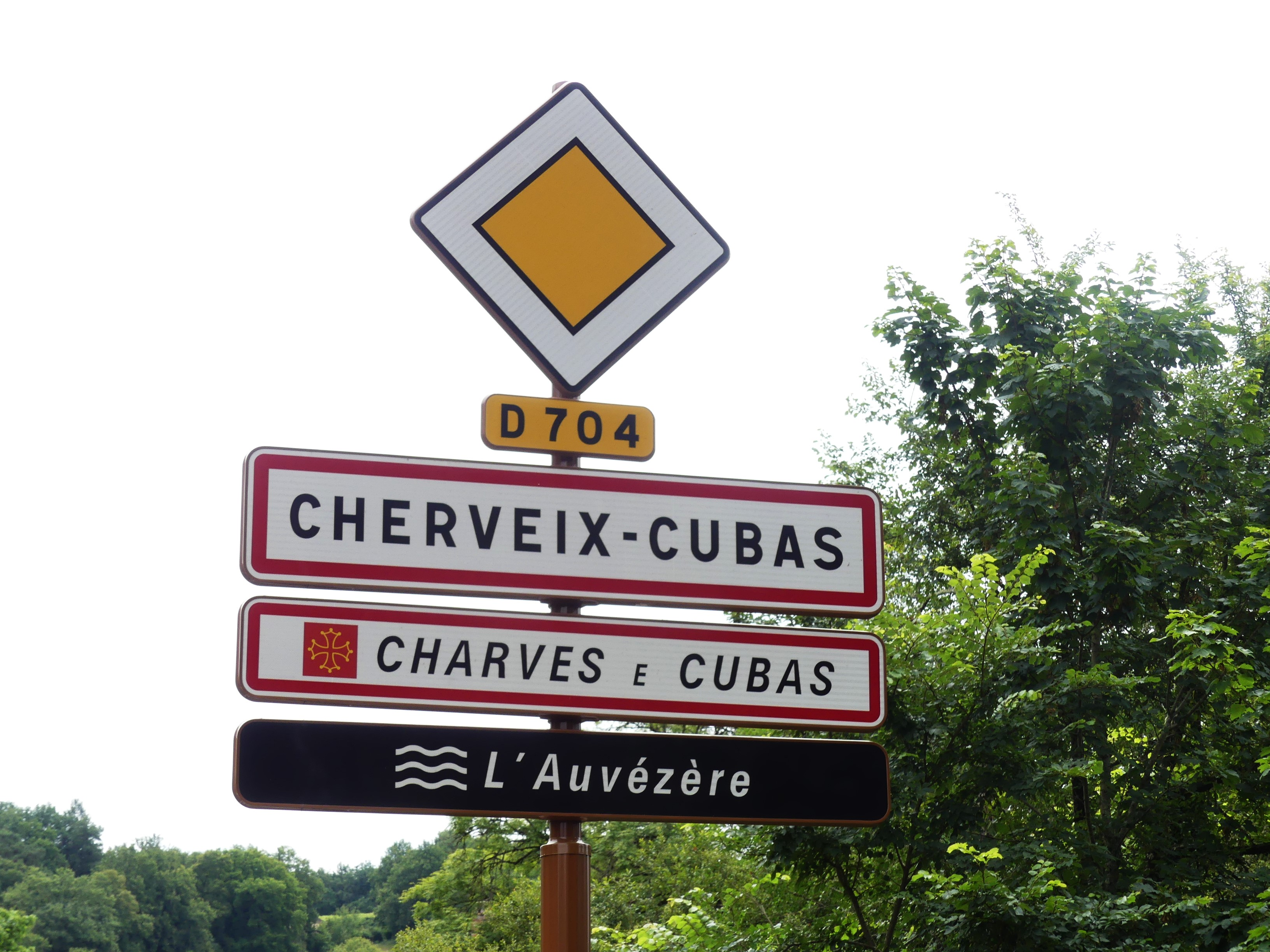
Panneau d'entrée au bourg de Cherveix-Cubas en français et occitan.

Cherveix-Cubas est le nom de la commune issue en 1829 de la fusion de Cherveix, Cubas et Saint-Martial-Laborie.
La première mention écrite connue de Cherveix date du XIIIe siècle sous la forme occitane Charves qui désigne le chanvre. À la même période, le prieuré de Cubas est mentionné sous la forme latine Monasterium de Cubis, dérivé d'un nom de personnage gallo-roman Cupius, Cubas représentant alors le « domaine de Cupius ».
En occitan, la commune porte le nom de Charves e Cubas,.

## Histoire
Au XIIe siècle est édifié le prieuré double de Cubas dépendant de l'abbaye de Fontevraud ; les moniales étaient situées dans le bourg de Cubas et les moines près de l'Auvézère. Lors de la guerre de Cent Ans, il est incendié en 1345 par les troupes du Prince Noir puis détruit lors des guerres de Religion.
En 1829, les communes de Cherveix, de Cubas et de Saint-Martial-Laborie fusionnent sous le nom de Cherveix-Cubas.
Les 28 et 29 juin 1944, les Allemands pillent les maisons du village de Cherveix puis ratissent les lieux autour de la route nationale 704 jusqu'au Chalard, dans le nord de la commune d'Anlhiac, faisant sept morts, dont cinq près de Puy de Bord.
Précédemment, sur la carte de Cassini représentant la France entre 1756 et 1789, les trois paroisses se nommaient Charveix, Cubas et Saint Martial d'Hautefort.
Le 21 avril 2025, l'Auvézère en crue atteint la cote de 3,45 m à Cherveix-Cubas, dépassant le niveaux des crues du 7 janvier 1982 (3,30 m) et du 22 septembre 1993 (3,40 m).

## Politique et administration

### Rattachements administratifs et électoraux
Dès 1790, les communes de Cherveix et de Saint-Martial-Laborie sont rattachées au canton de Hautefort alors que, de son côté, la commune de Cubas est rattachée au canton de Génis. Ces deux cantons dépendent du district d'Excideuil dans le département de la Dordogne.
En 1801, le canton de Génis est supprimé, de même que les districts remplacés par des arrondissements. Cubas est alors rattachée au canton de Hautefort (dont font déjà partie Cherveix et Saint-Martial-Laborie) dépendant de l'arrondissement de Périgueux.
En 1829, les trois communes fusionnent sous le nom de Cherveix-Cubas.
Dans le cadre de la réforme de 2014 définie par le décret du 21 février 2014, le canton de Hautefort disparaît aux élections départementales de mars 2015. La commune est alors rattachée au canton d'Isle-Loue-Auvézère.
En 2017, Cherveix-Cubas est rattachée à l'arrondissement de Nontron,.

### Intercommunalité
En 1995, Cherveix-Cubas intègre dès sa création la communauté de communes du Pays de Hautefort. Elle la quitte le 1er janvier 2013 pour rejoindre la communauté de communes Causses et Rivières en Périgord. Celle-ci est dissoute le 1er janvier 2017 et ses communes — hormis Savignac-les-Églises qui rejoint Le Grand Périgueux — sont rattachées à la communauté de communes du Pays de Lanouaille qui la même année prend le nom de communauté de communes Isle-Loue-Auvézère en Périgord.

### Administration municipale
La population de la commune étant comprise entre 500 et 1 499 habitants au recensement de 2017, quinze conseillers municipaux ont été élus en 2020,.

### Liste des maires
| Période                                  | Période   | Identité                    | Étiquette | Qualité             |
| ---------------------------------------- | --------- | --------------------------- | --------- | ------------------- |
| Les données manquantes sont à compléter. |           |                             |           |                     |
|                                          |           |                             |           |                     |
| mars 2001                                | mars 2008 | Geneviève Magimel-Pélonnier |           |                     |
| mars 2008 (réélu en mai 2020)            | En cours  | Jean-Marie Queyroi          | PS        | Médecin généraliste |

## Équipements et services publics

### Enseignement
Début 2025, Cherveix-Cubas est organisée en regroupement pédagogique intercommunal (RPI) avec onze autres communes au niveau des classes de primaire.
- Cherveix-Cubas accueille les enfants en cours moyen 2e année.
- Hautefort dispose de quatre autres classes, depuis l'école maternelle jusqu'au cours moyen 1re année.

### Justice
Dans le domaine judiciaire, Cherveix-Cubas relève : 
- du tribunal judiciaire, du tribunal pour enfants, du conseil de prud'hommes et du tribunal de commerce de Périgueux ;
- du pôle Nationalité du tribunal judiciaire de Périgueux (compétent uniquement dans le domaine de la nationalité) ;
- de la cour d'appel, du tribunal administratif et de la  cour administrative d'appel de Bordeaux.

## Population et société

### Démographie
Les communes de Cherveix, Cubas et Saint-Martial-Laborie fusionnent en 1829, la nouvelle commune prenant le nom de Cherveix-Cubas.

#### Démographies de Cubas et Saint-Martial-Laborie
| 1793 | 1800 | 1806 | 1821 |
| ---- | ---- | ---- | ---- |
| 298  | 258  | 247  | 250  |

| 1793 | 1800 | 1806 | 1821 |
| ---- | ---- | ---- | ---- |
| 430  | 378  | 362  | 371  |

#### Démographie de Cherveix, puis de Cherveix-Cubas
En 1829, les communes de Cubas, Saint-Martial-Laborie et Cherveix fusionnent sous le nom de Cherveix-Cubas.
L'évolution du nombre d'habitants est connue à travers les recensements de la population effectués dans la commune depuis 1793. Pour les communes de moins de 10 000 habitants, une enquête de recensement portant sur toute la population est réalisée tous les cinq ans, les populations de référence des années intermédiaires étant quant à elles estimées par interpolation ou extrapolation. Pour la commune, le premier recensement exhaustif entrant dans le cadre du nouveau dispositif a été réalisé en 2006.

En 2022, la commune comptait 555 habitants, en évolution de −3,31 % par rapport à 2016 (Dordogne : +0,37 %, France hors Mayotte : +2,11 %).
| 1793 | 1800 | 1806 | 1821 | 1831  | 1836  | 1841  | 1846  | 1851  |
| ---- | ---- | ---- | ---- | ----- | ----- | ----- | ----- | ----- |
| 350  | 381  | 358  | 348  | 1 190 | 1 309 | 1 279 | 1 263 | 1 333 |

| 1856  | 1861  | 1866  | 1872  | 1876  | 1881  | 1886  | 1891  | 1896  |
| ----- | ----- | ----- | ----- | ----- | ----- | ----- | ----- | ----- |
| 1 339 | 1 309 | 1 311 | 1 346 | 1 325 | 1 255 | 1 254 | 1 154 | 1 225 |

| 1901  | 1906  | 1911  | 1921  | 1926 | 1931 | 1936  | 1946 | 1954 |
| ----- | ----- | ----- | ----- | ---- | ---- | ----- | ---- | ---- |
| 1 205 | 1 220 | 1 209 | 1 048 | 976  | 967  | 1 035 | 937  | 831  |

| 1962 | 1968 | 1975 | 1982 | 1990 | 1999 | 2006 | 2011 | 2016 |
| ---- | ---- | ---- | ---- | ---- | ---- | ---- | ---- | ---- |
| 796  | 712  | 712  | 665  | 590  | 600  | 620  | 628  | 574  |

| 2021 | 2022 | - | - | - | - | - | - | - |
| ---- | ---- | - | - | - | - | - | - | - |
| 555  | 555  | - | - | - | - | - | - | - |

### Sports
Chaque année, le club omnisports de la commune organise le Trail des Mouflons (10e édition en 2016), course à pied et randonnée à travers les gorges de l'Auvézère et du Dalon.

## Économie

### Emploi
En 2015, parmi la population communale comprise entre 15 et 64 ans, les actifs représentent 247 personnes, soit 41,7 % de la population municipale. Le nombre de chômeurs (onze) a diminué de moitié par rapport à 2010 (vingt-deux) et le taux de chômage de cette population active s'établit à 4,6 %.

### Établissements
Au 31 décembre 2015, la commune compte soixante-neuf établissements, dont trente-deux au niveau des commerces, transports ou services, quinze dans la construction, quatorze dans l'agriculture, la sylviculture ou la pêche, six relatifs au secteur administratif, à l'enseignement, à la santé ou à l'action sociale, et deux dans l'industrie.

## Culture locale et patrimoine

### Lieux et monuments
- Église Saint-Roch de Cherveix, gothique avec chœur roman. Son clocher, refait quelques années auparavant, a été foudroyé le 1er juillet 2014, laissant tomber de grosses pierres[70].
- L'église de Cubas remplace une église romane du XIIe siècle, elle-même partie d'une abbaye de Fontevrault. Cette église, qui faisait partie de l'abbaye des femmes s'écroula le 28 novembre 1836[71]. Entre 1836 et 1839, sur souscription des habitants de Cubas, elle fut reconstruite, sur le même modèle mais plus petite et en gardant certains des motifs d'origine, comme les modillons. Les pierres inutilisées furent vendues à l'entreprise qui construisait alors le pont qui franchit l'Auvézère et constitue la partie moderne de la route départementale 704.
- Église Saint-Martial-Laborie, XIIe siècle, inscrite au titre des monuments historiques depuis 1974[72].
- Lanterne des morts du XIIIe siècle[73], visible dans le cimetière de Cubas, inscrite au titre des monuments historiques depuis 1939[74].
- Gentilhommière du Temple de l'Eau, XVIIIe siècle, inscrite au titre des monuments historiques depuis 1975[75], propriété privée.

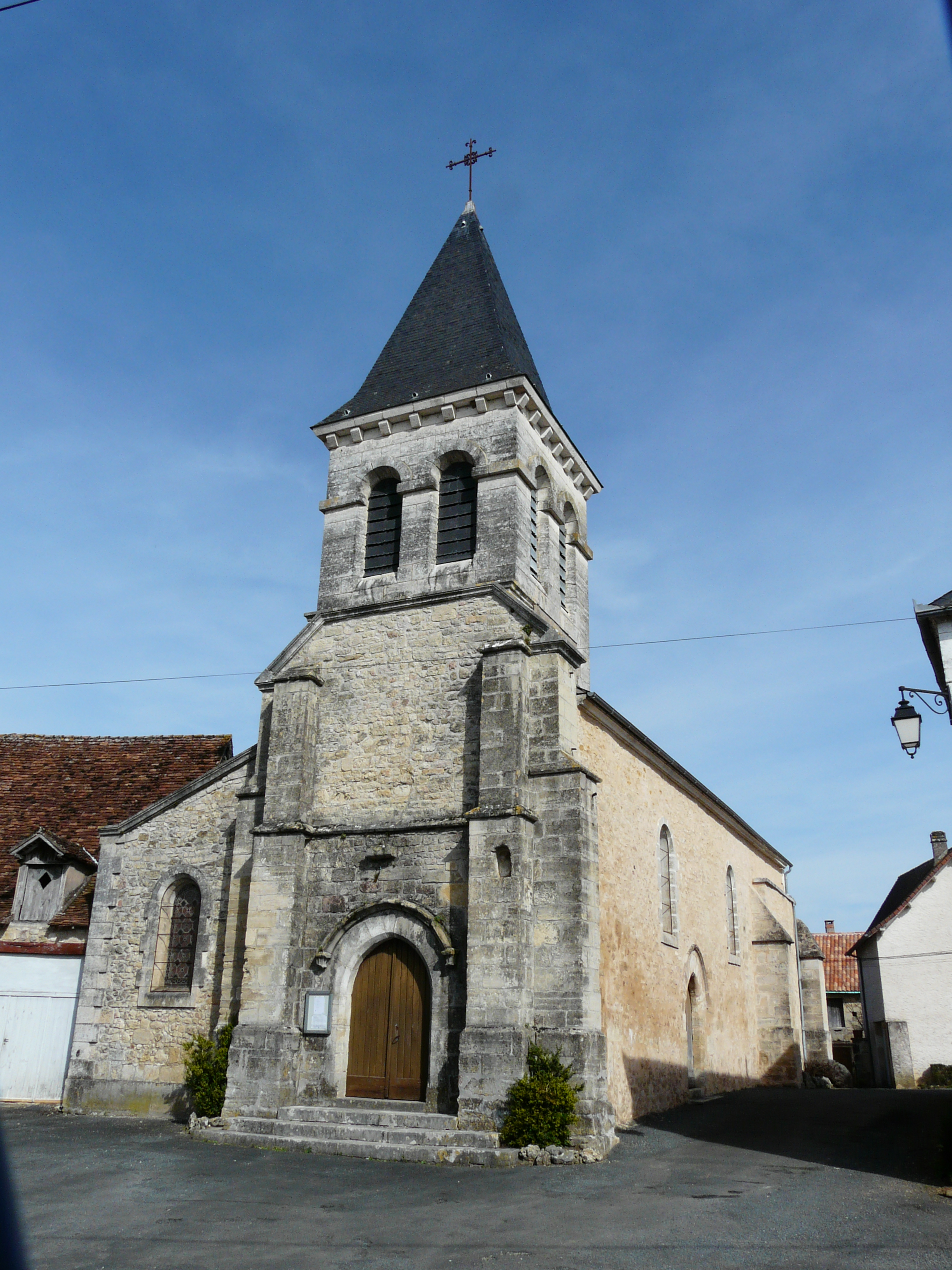
L'église Saint-Roch de Cherveix.
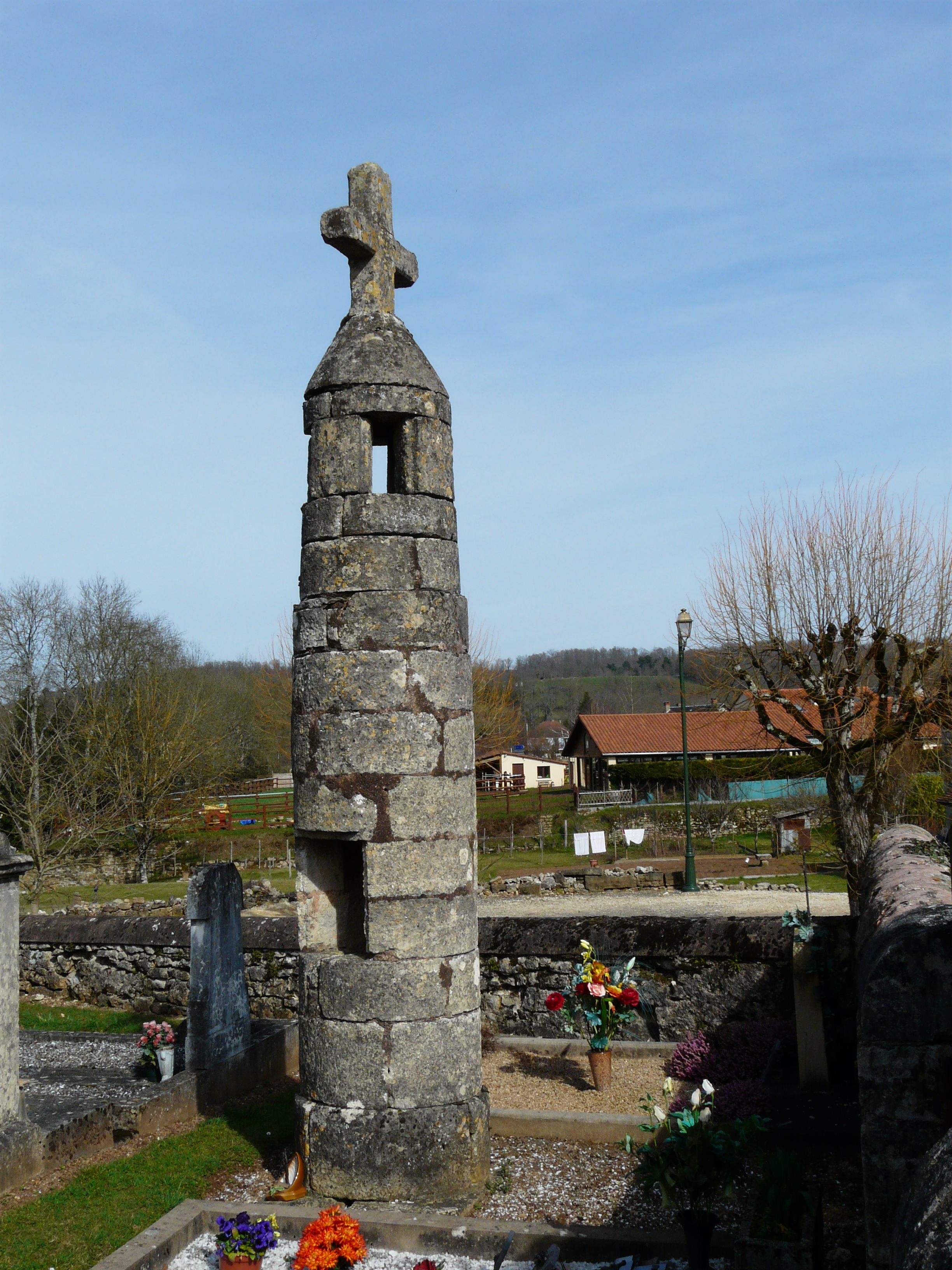
La lanterne des morts.
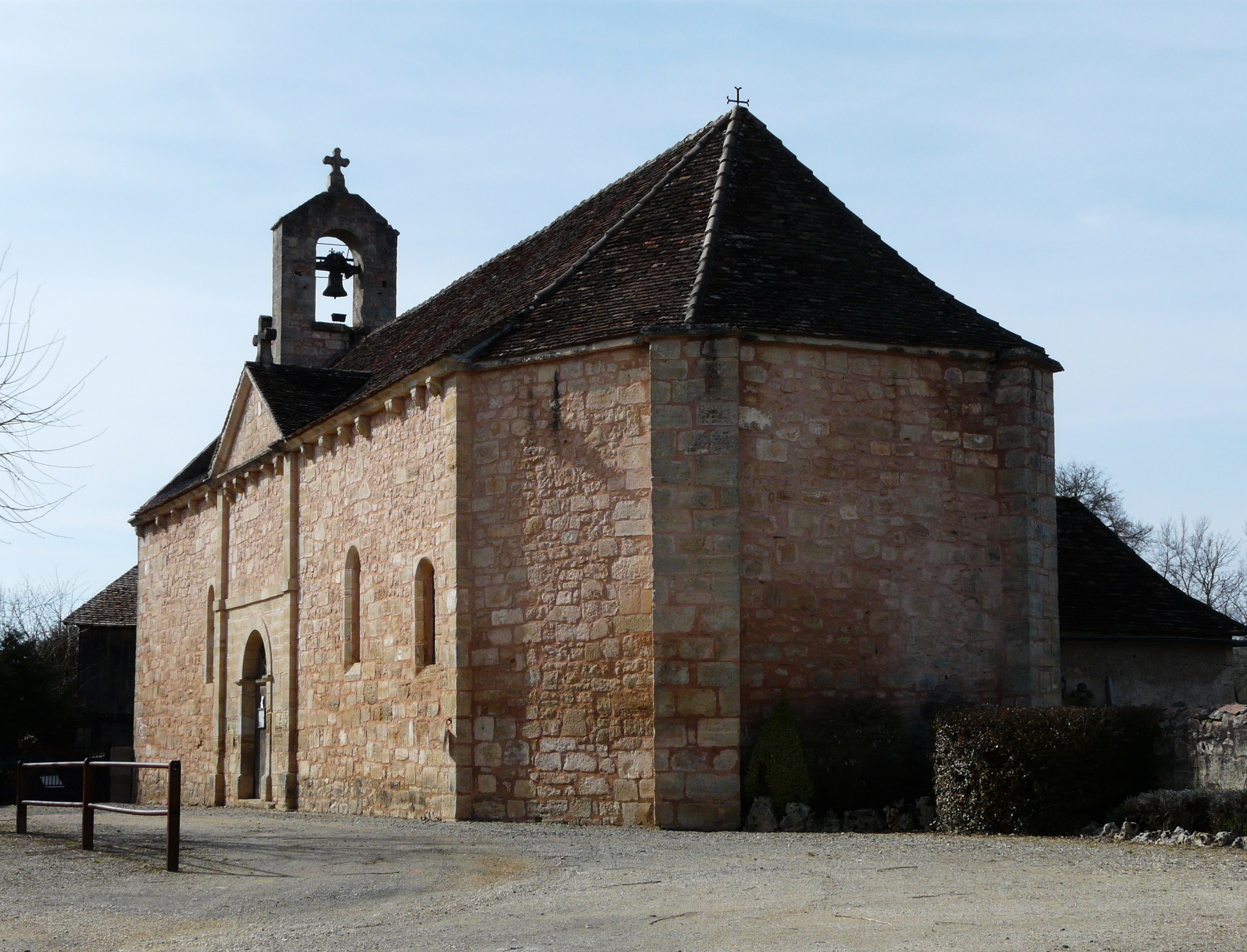
L'église de Cubas.
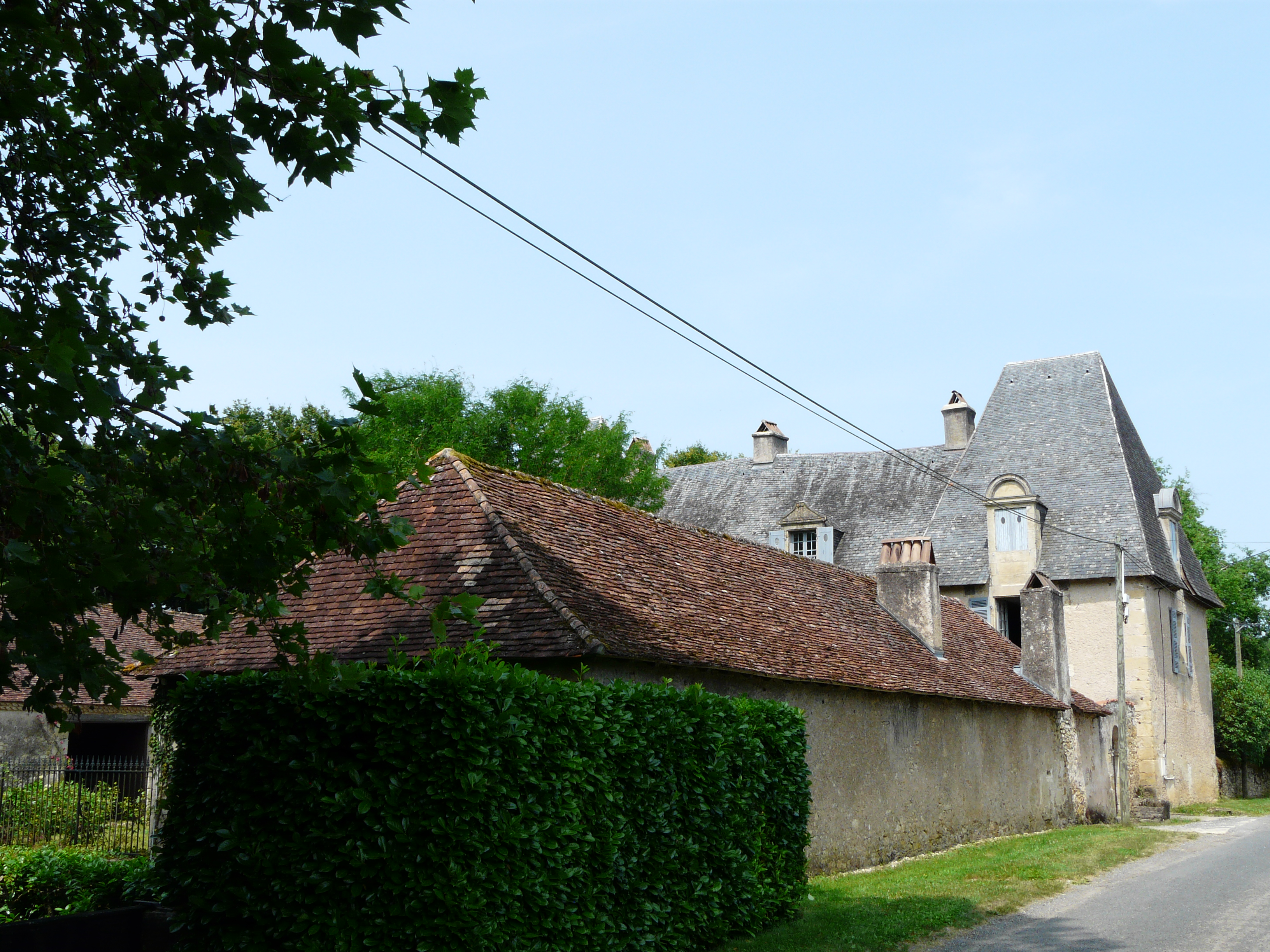
La maison du Temple de l'Eau.

### Personnalités liées à la commune
- Christian Goumondie (1946-2017), joueur de rugby à XV, né et inhumé à Cherveix-Cubas ; la commune lui a fait ériger une stèle au stade de rugby[76],[77].